# Foss
Foss és un poble dels Estats Units a l'estat d'Oklahoma. Segons el cens del 2000 tenia 127 habitants.

## Demografia
Segons el cens del 2000, Foss tenia 127 habitants, 55 habitatges, i 38 famílies. La densitat de població era de 67,2 habitants per km².
Dels 55 habitatges en un 25,5% hi vivien nens de menys de 18 anys, en un 50,9% hi vivien parelles casades, en un 10,9% dones solteres, i en un 30,9% no eren unitats familiars. En el 29,1% dels habitatges hi vivien persones soles el 5,5% de les quals corresponia a persones de 65 anys o més que vivien soles. El nombre mitjà de persones vivint en cada habitatge era de 2,31 i el nombre mitjà de persones que vivien en cada família era de 2,84.
Per edats la població es repartia de la següent manera: un 23,6% tenia menys de 18 anys, un 5,5% entre 18 i 24, un 27,6% entre 25 i 44, un 31,5% de 45 a 60 i un 11,8% 65 anys o més.
L'edat mediana era de 39 anys. Per cada 100 dones de 18 o més anys hi havia 115,6 homes.
La renda mediana per habitatge era de 29.375 $ i la renda mediana per família de 33.750 $. Els homes tenien una renda mediana de 35.750 $ mentre que les dones 15.625 $. La renda per capita de la població era de 12.168 $. Entorn de l'11,1% de les famílies i el 10,4% de la població estaven per davall del llindar de pobresa.

## Poblacions més properes
El següent diagrama mostra les poblacions més properes.